# کونچیتا مارتینز
 کونچیتا مارتینز (اسپانیایی: Conchita Martínez‎؛ زاده ۱۶ آوریل ۱۹۷۲) یک تنیس‌باز اهل اسپانیا است.